# Thamyris
Dans la mythologie grecque, Thamyris (en grec ancien Θάμυρις / Thámyris) est un aède et musicien venant de Thrace.
Fils de l'aède Philammon, lui-même fils d'Apollon, et de la nymphe Argiope, il s'éprend du jeune Hyacinthe, devenant ainsi, pour le pseudo-Apollodore, le premier homme à avoir aimé un autre homme.
Selon Pline l'Ancien, Thamyris est l'inventeur du mode dorien, et le premier à jouer de la lyre sans s'accompagner de la voix. Diodore de Sicile en fait l'inventeur de deux des cordes de la lyre ainsi que l'un des disciples de Linos, inventeur de la musique et de la poésie. Au retour d'un séjour chez Eurytos d'Œchalie, il défie les Muses dans un concours musical. Vaincu, il est aveuglé par ces dernières, et perd son don pour le chant. Il jette sa lyre dans une rivière d'Arcadie qui prend son nom.
Selon Pausanias, le célèbre peintre Polygnote aurait représenté Thamyris aveugle, sa lyre brisée à ses pieds.

## Sources
- Athénée, Deipnosophistes [détail des éditions] (lire en ligne) (XII, 3, 3).
- Pseudo-Apollodore, Bibliothèque [détail des éditions] [lire en ligne] (I, 3, 3).
- Diodore de Sicile, Bibliothèque historique [détail des éditions] [lire en ligne] (III, 35 ; III, 67).
- Pseudo-Euripide, Rhésos [détail des éditions] [lire en ligne] (v. 915-925).
- Homère, Iliade [détail des éditions] [lire en ligne] (II, 594-600).
- Premier Mythographe du Vatican (197).
- Pausanias, Description de la Grèce [détail des éditions] [lire en ligne] (IV, 33, 3 ; IV, 33, 7 ; X, 28, 2).
- Pline l'Ancien, Histoire naturelle [détail des éditions] [lire en ligne] (VII, 207).
- Zénobios, Proverbes (grec en ligne) (IV, 27).
- Plutarque de Chéronée, De la Musique (III).